# Saint-Jean-de-Duras
Saint-Jean-de-Duras – miejscowość i gmina we Francji, w regionie Nowa Akwitania, w departamencie Lot i Garonna.
Według danych na rok 1990 gminę zamieszkiwało 245 osób, a gęstość zaludnienia wynosiła 15 osób/km² (wśród 2290 gmin Akwitanii Saint-Jean-de-Duras plasuje się na 933. miejscu pod względem liczby ludności, natomiast pod względem powierzchni na miejscu 688.).